# Solo (film, 2013)
Solo je argentinský hraný film z roku 2013, který režíroval Marcelo Briem Stamm podle vlastního scénáře. Film se odehrává během jedné noci, kdy se v jednom bytě potkají dva neznámí muži. Snímek měl světovou premiéru na filmovém festivalu QFest dne 13. července 2013.

## Děj
Manuel se ještě nevyrovnal s rozpadem svého vztahu. Jednoho večera znuděně brouzdá na chatu, kde se seznámí s nezaměstnaným Juliem a pozve ho k sobě domů. Mezi muži panuje vzájemná sexuální přitažlivost. Během noci se postupně poznávají a zjišťují, jaké podobné problémy si oba nesou z minulých vztahů. Manuel dokonce navrhne Juliovi, aby s ním odcestoval do Paraguaye. Čím víc toho však během noci jeden o druhém zjišťují a čím víc tajemství z jejich minulosti vyplouvá na povrch, tím víc nedůvěry a obav vzbuzují jeden ve druhém. A přestává být zřejmé, co je pravda, lež či pouhé nedorozumění a kdo toho druhého opravdu miluje.

## Obsazení
| Patricio Ramos    | Manuel  |
| Mario Verón       | Julio   |
| Carlos Echevarría | Horacio |
| Laura Agorreca    | Vicky   |
| Mike Zubi         | Maxi    |